# Kirchbach (Gemeinde Rappottenstein)
Kirchbach ist eine Ortschaft und eine Katastralgemeinde der Gemeinde Rappottenstein im Bezirk Zwettl in Niederösterreich.

## Geschichte
Der Ort wurde 1288 zum ersten Mal schriftlich als Chirchpach erwähnt, 1305 schenkte Herzog Rudolf III. die Pfarre Kirchbach an das Zisterzienserinnenkloster zum Heiligen Geist vor der Stadt Ybbs. .
Die Pfarre Kirchbach wird infolge der kaiserlichen Verordnung vom 24. Oktober 1783 geteilt und die bisherige Filialkirche Griesbach zu einer Pfarrkirche erhoben. Aus dem Pfarrgebiet kommen Freitzenschlag, Haselbach, Mühlbach, Schönbichl und Wiesensfeld zur neuen Pfarre.
Im Jahr 1822 wurde der Ort als Dorf mit 30 Häusern genannt, das eine eigene Pfarre und Schule besaß. Die Herrschaft Rappottenstein und die Herrschaft Rosenau besaßen abwechselnd die Ortsobrigkeit, die Herrschaft Rosenau übte die Landgerichtsbarkeit aus, die Herrschaft Rappottenstein besorgte die Konskription und hatte die Grundherrschaft inne.
Mit der Aufhebung der Grundherrschaften wurde der Ort 1849 eine eigenständige Gemeinde. Zu dieser zählten auch noch die Katastralgemeinden Großgundholz, Lembach, Kottingnondorf, Oberrabenthan, Riebeis und Selbitz.
1927 konnte der Ort nach der Inbetriebnahme eines Elektrizitätswerkes im Paradies (gehörte zu Oberrabenthan) an das Stromnetz angeschlossen werden, die Installation einer Ortsbeleuchtung erfolgt aber erst 1966.
Am 1. Jänner 1972 wurde die bis dahin selbständige Gemeinde Kirchbach samt Großgundholz, Lembach, Oberrabenthan, Riebeis und Selbitz nach Rappottenstein eingemeindet, das bis dahin zur Gemeinde gehörende Dorf Kottingnondorf wird der Gemeinde Groß Gerungs angeschlossen.

## Siedlungsentwicklung
Zum Jahreswechsel 1979/1980 befanden sich in der Katastralgemeinde Kirchbach insgesamt 77 Bauflächen mit 19.525 m² und 35 Gärten auf 15.276 m², 1989/1990 gab es 76 Bauflächen. 1999/2000 war die Zahl der Bauflächen auf 167 angewachsen und 2009/2010 bestanden 106 Gebäude auf 176 Bauflächen.

## Kultur und Sehenswürdigkeiten

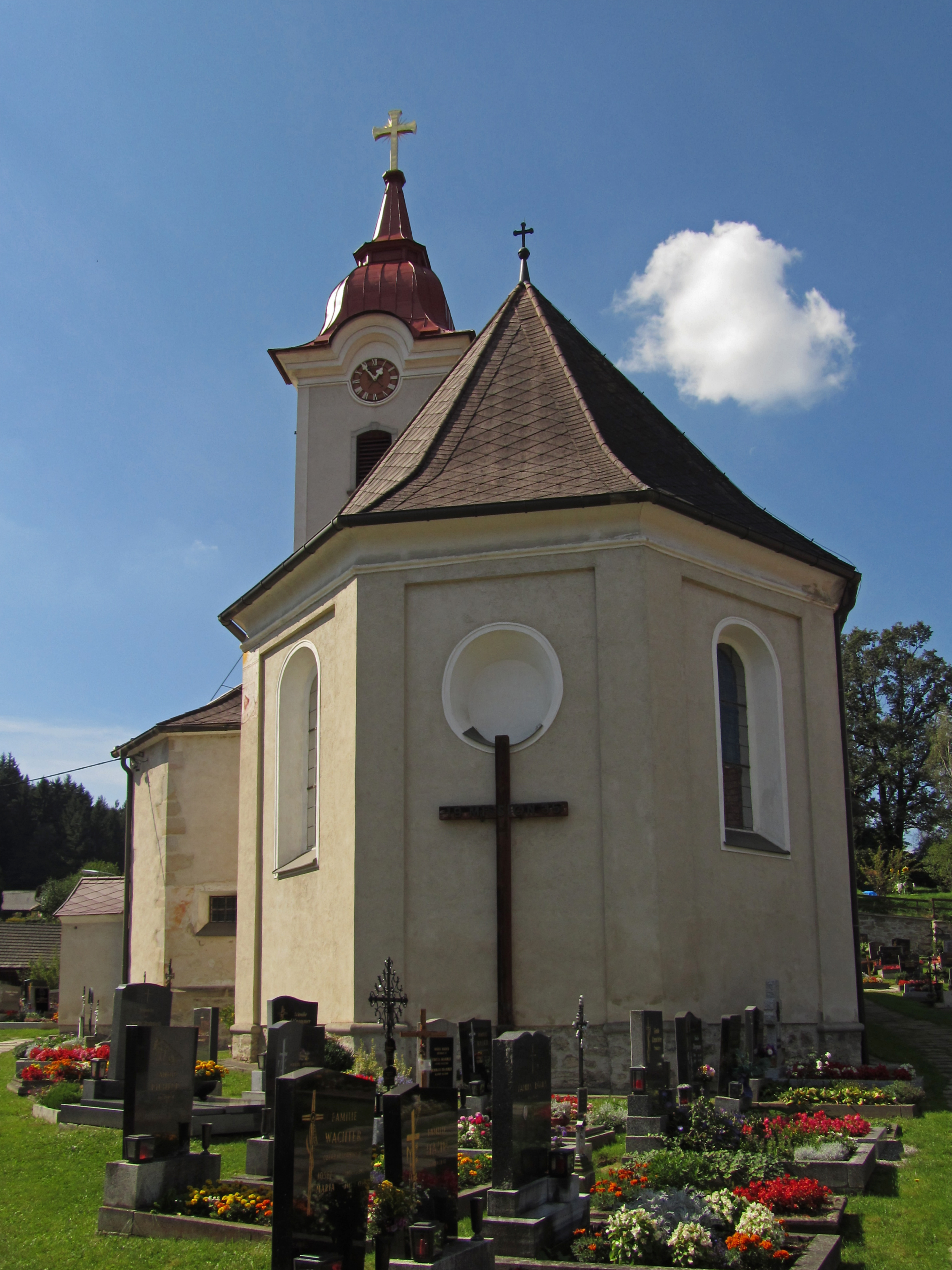
Pfarrkirche Kirchbach in Niederösterreich

- Katholische Pfarrkirche Kirchbach in Niederösterreich hl. Michael
- Pfarrhof
- Historische Brettersäge

## Wirtschaft und Infrastruktur

### Gewerbe
Laut Adressbuch von Österreich waren im Jahr 1938 in der Ortsgemeinde Kirchbach ein Bäcker, ein Fleischer, ein Gastwirt, ein Gemischtwarenhändler, eine Hebamme, ein Holzhändler, zwei Müller (Mühle mit Säge), ein Schmied, ein Schneider, zwei Schuster und ein Stechviehhändler ansässig.

### Bodennutzung
Die Katastralgemeinde ist landwirtschaftlich geprägt. 90 Hektar wurden zum Jahreswechsel 1979/1980 landwirtschaftlich genutzt und 23 Hektar waren forstwirtschaftlich geführte Waldflächen. 1999/2000 wurde auf 66 Hektar Landwirtschaft betrieben und 46 Hektar waren als forstwirtschaftlich genutzte Flächen ausgewiesen. Ende 2018 waren 50 Hektar als landwirtschaftliche Flächen genutzt und Forstwirtschaft wurde auf 48 Hektar betrieben. Die durchschnittliche Bodenklimazahl von Kirchbach beträgt 16,4 (Stand 2010).